# 里昂第一大学
里昂第一大学，官方名称是里昂-克洛德·贝尔纳第一大学（法語：Université Claude-Bernard-Lyon-I），是法国里昂的一所公立大学，学校主要方向包括科学技术、医学和体育。学校于1971年由原里昂科学院和医学院合并而成。

## 历史
里昂一大的前身里昂科学和文学学院成立于1808年，医学院则成立于1874年。在1971年成立里昂一大时使用了生理学家克洛德·贝尔纳命名。

## 院系设置
- 东里昂医学院
- 南里昂医学妇产学院
- 口腔医学院
- 科学技术学院
- 体育学院
- 生物与制药科学研究院
- 康复医学研究院
- 里昂大学技术学院
- 里昂法医学院
- 里昂 Polytech
- 金融保险学院
- 高等教育教师学校
- 里昂天文台
- 里昂高等化学物理电子学校